# Droga krajowa B15 (Niemcy)
Droga krajowa 15 (niem. Bundesstraße 15, B 15) – niemiecka droga krajowa przebiegająca  ze północy na południe z Hofu przez Tirschenreuth, Schwandorf, Ratyzbona, Landshut, Rosenheim, do skrzyżowania z atostradą A93 koło Raubling.

## Miejscowości leżące przy B15
Hof, Dohlau, Rehau, Mitterteich, Tirschenreuth, Pilmersreuth, Eppenreuth, Neustadt an der Waldnaab, Schwandorf, Zielheim, Katzdorf, Teublitz, Burglengenfeld, Hagenau, Regenstauf, Zeitlarn, Ratyzbona, Obertraubling, Köfering, Alteglofsheim, Hagelstadt, Eggmühl, Buchhausen, Ascholtshausen, Neufahrn in Niederbayern, Ergoldsbach, Unterunsbach, Essenbach, Altheim, Landshut, Kumhausen, Niederkam, Hohenpolding, Großstockach, Taufkirchen (Vils), Dorfen, Armstorf, Kleinschwindau, Sankt Wolfgang, Haag in Oberbayern, Wasserburg am Inn, Attel, Rott am Inn, Schechen, Pfaffenhofen, Rosenheim, Raubling.

## Historia
Wyznaczona w 1932 r. Reichstraße 15 rozpoczynała swój bieg w Gerze. W 1941 r. przełożono bieg trasy do Karlowych Warów. Po II wojnie światowej początek drogi wyznaczono w Hofie.